# Chattina abrupta
Chattina abrupta is een tweekleppigensoort uit de familie van de Crassatellidae. De wetenschappelijke naam van de soort werd in 1904 voor het eerst geldig gepubliceerd door George Brettingham Sowerby III.